# Filaret (Kuczerow)
Filaret, imię świeckie Siergiej Iwanowicz Kuczerow (ur. 9 sierpnia 1972 w Kijowie) – biskup Ukraińskiego Kościoła Prawosławnego Patriarchatu Moskiewskiego.

## Życiorys
Urodził się w rodzinie wojskowego. W dzieciństwie mieszkał kolejno w Norynsku (rejon owrucki) oraz w Celinogradzie (KSRR). Tam też ukończył w 1990 studia medyczne. W tym samym roku, z rekomendacji biskupa ałmackiego i kazachstańskiego Euzebiusza, wyjechał do Moskwy na naukę w seminarium duchownym, które ukończył w 1994. Następnie od 1996 do 1999 studiował w Kijowskiej Akademii Duchownej, tematem jego pracy dyplomowej był ekumenizm. W 2006 uzyskał tytuł kandydata nauk teologicznych. Od 1996 zamieszkiwał w ławrze Peczerskiej. 28 sierpnia 1996 złożył wieczyste śluby mnisze przed jej przełożonym, archimandrytą Pawłem. Przyjął imię Filaret na cześć metropolity kijowskiego Filareta (Amfitieatrowa). 28 sierpnia 1996 metropolita kijowski i całej Ukrainy Włodzimierz wyświęcił go na hierodiakona, zaś 4 grudnia tego samego roku – na hieromnicha. W ławrze pełnił obowiązki sekretarza Soboru Ławry oraz skarbnika. 4 grudnia 1998 otrzymał godność ihumena.
Od 2008 był proboszczem parafii św. Sergiusza z Radoneża w Kijowie.
23 grudnia 2010 Święty Synod Ukraińskiego Kościoła Prawosławnego nominował go na biskupa drohobyckiego, wikariusza eparchii lwowskiej. Jego chirotonia biskupia miała miejsce 2 stycznia 2011 w cerkwi refektarzowej Świętych Antoniego i Teodozjusza Pieczerskich w ławrze Peczerskiej, z udziałem metropolity kijowskiego i całej Ukrainy Włodzimierza, arcybiskupów lubelskiego i chełmskiego Abla (Polski Autokefaliczny Kościół Prawosławny), twerskiego i kaszyńskiego Wiktora, istrińskiego Arseniusza, lwowskiego i halickiego Augustyna, sarneńskiego i poleskiego Anatola, winnickiego i mohylowsko-podolskiego Szymona, krzyworoskiego i nikopolskiego Efrema, wyszhorodzkiego Pawła, izjumskiego Onufrego, boryspolskiego Antoniego, perejasławsko-chmielnickiego Aleksandra oraz biskupów humańskiego i zwenyhorodzkiego Pantelejmona, gatczyńskiego Ambrożego, smoleńskiego i wiaziemskiego Teofilakta, maciejewskiego Barnaby, włodzimiersko-wołyńskiego i kowelskiego Nikodema, szepetowskiego i sławuckiego Włodzimierza, makarowskiego Hilarego, wasylkowskiego Pantelejmona, horodnickiego Aleksandra oraz dnieprodzierżyńskiego i caryczańskiego Włodzimierza.
W 2011 wszedł w skład Wyższej Rady Cerkiewnej Ukraińskiego Kościoła Prawosławnego Patriarchatu Moskiewskiego.
W 2012 mianowany biskupem lwowskim i halickim. 28 lipca 2017 r. został podniesiony do godności arcybiskupa.
W czasie kryzysu krymskiego skierował list otwarty do prezydenta Rosji Władimira Putina, apelując o wycofanie sił rosyjskich z terytorium Ukrainy.
17 sierpnia 2019 r. otrzymał godność metropolity.